# Flagguirlande
Flagguirlande er en guirlande med flag på og er traditionel julepynt på juletræet i Danmark. Traditionen med flag på juletræet stammer fra 1800-tallet og blev især populær efter  det danske nederlag i 1864.
I store udgaver benyttes flagguirlander som oppyntning til fødselsdagsfester. Flagguirlander består typisk af landeflag, i Danmark med Dannebro, men kan også have andre flag som eksempelvis Jolly Roger.